# Pteredoa
Pteredoa é um gênero de traça pertencente à família Arctiidae.